# Panská rodina
Panská rodina (v anglickém originále The Mansion Family) je 12. díl 11. řady (celkem 238.) amerického animovaného seriálu Simpsonovi. Scénář napsal John Swartzwelder a díl režíroval Michael Polcino. V USA měl premiéru dne 23. ledna 2000 na stanici Fox Broadcasting Company a v Česku byl poprvé vysílán 8. ledna 2002 na stanici ČT1.

## Děj
Na každoročním udílení Springfieldských cen hrdosti, které moderují Kent Brockman a Britney Spearsová, se předávají ceny významným občanům Springfieldu za jejich úspěchy. Cenu pro nejstaršího muže Springfieldu předávají 108letému Corneliovi Chapmanovi. Chapman si přijde převzít cenu, ale když mu dá Spearsová blahopřejný polibek na tvář, zemře na infarkt. Ocenění je tedy předáno nyní nejstaršímu Springfielďanovi v davu, panu Burnsovi. Poté, co Burns vyhraje, si uvědomí, že už není žádný mladík, a tak se spolu se svým asistentem Smithersem vydá na kliniku Mayo v Minnesotě na vyšetření. Burns se rozhodne dát rodině Simpsonových příležitost, aby se ubytovali v jeho soukromém sídle, zatímco bude testován na různé nemoci. 
Poté, co si Homer několik dní užívá života miliardáře, rozhodne se uspořádat večírek, než se Burns vrátí. Vydá se k Vočkovi, aby koupil pivo a pozval na večírek své přátele. Vočko však Homerovi oznámí, že mu nemůže prodat alkohol, protože je neděle před druhou hodinou odpoledne. Poté, co je Homerovi řečeno, že jediný způsob, jak by mohl koupit alkohol, je odplout do mezinárodních vod, kde neplatí žádné zákony, vydá se se svými přáteli a synem Bartem na Burnsovu soukromou jachtu, aby tam uspořádali večírek. Na klinice Mayo pan Burns zjistí, že má nejen všechny dříve objevené nemoci, ale i řadu nových, které u něj lékaři právě objevili. Množství nemocí však brání tomu, aby mu některá z nich skutečně ublížila. To vede Burnse k (nesprávnému) závěru, že je nezničitelný, i když lékaři namítají, že i mírný vánek by mohl narušit rovnováhu v jeho těle. 
Mezitím večírek pokračuje a jeho účastníci donutí Burnsovy opice k souboji s noži. Na jachtu se nakonec nalodí čínští piráti, kteří si účastníky párty vezmou jako rukojmí. Piráti okradou všechny na palubě a svážou je do sítě, kterou pak hodí přes palubu. Ke štěstí Homera a některých dalších hostů, kteří se náhodou nacházejí nad hladinou oceánu, však síť plave a oni se vyhnou utonutí, zatímco ostatní, kteří byli pod sítí, se utopili. Nakonec se Homer a Bart dostanou zpět do sídla, kde rodina vrátí dům Burnsovým poté, co Marge a Líza vydrhnou všechny pokoje. Zpátky v domě Simpsonových jsou všichni rádi, že zase žijí normální život – s výjimkou Homera, který je naštvaný, že nežije životním stylem bohatých lidí. Epizoda končí Homerovým nářkem nad tím, jak jsou všechny osoby v závěrečných titulcích bohaté (kromě Richarda K. Chunga, kterého odmítá jako chudáka), a vyhrožuje, že je nahlásí na finanční úřad, a říká ženě z Gracie Films, aby ho neokřikovala.

## Produkce
Díl napsal John Swartzwelder a režíroval jej Michael Polcino. Byla to první z mnoha epizod seriálu, které Polcino režíroval. Nápad na první část příběhu dostal vedoucí producent Mike Scully. V audiokomentáři k epizodě na DVD vysvětlil, že jeho babička byla nejstarší občankou jeho rodného města West Springfield ve státě Massachusetts a „měli slavnostní ceremoniál, při kterém jí udělili hůl, která měla zlatou hlavičku. A zvláštní na tom obřadu bylo, že na holi nebylo její jméno, a starosta města vstal a říká: ‚Jakmile Hazel zemře, bude její jméno na hůl vyryto.‘ Takže se toho nedožila. Ale přesto tu hůl dostala.“
Dílčí zápletka dílu, kde se pan Burns podrobí lékařskému vyšetření, byla inspirována Swartzwelderovou vlastní návštěvou kliniky Mayo. George Meyer, vedoucí producent seriálu, řekl: „Nemyslím, že John je člověk, který by chodil k lékaři příliš často. Ale každých dvacet nebo třicet let se rozhodne, že se potřebuje nechat vyladit. Tak šel na kliniku Mayo, kde mu udělali celou baterii testů. A jak to John (žertovně) vyprávěl, řekli, že mu jeho neustálé kouření vůbec neuškodilo. Možná mu dokonce prospívá.“ Při psaní částí epizody, které se týkají mezinárodních vod, autoři provedli průzkum a zjistili, že skutečné zákony mezinárodních vod jsou složitější a nejednoznačnější v porovnání s tím, co už napsali v příběhu, ale rozhodli se to ignorovat.
V dílu hostovala americká popová zpěvačka Britney Spearsová, která si zahrála sama sebe. Podle Scullyho jí bylo 17–18 let, když nahrávala své repliky, a „byla s ní velká legrace. Byla fanouškem seriálu a byla ochotná udělat jakékoli repliky. To všichni lidé kolem ní byli blázni, vedení a tak. Původně jsme ji nechali představit se (v epizodě) jako ‚Jsem náctiletá zpěvačka Britney Spearsová‘. A nahrála několik záběrů a ty byly v pořádku.“ Členové štábu ale později usoudili, že bude lepší změnit její úvodní větu na „Jsem teenagerská senzace Britney Spearsová.“.
Mnoho scén v dílu bylo inspirováno populární kulturou. Například na jedné ze stěn v Burnsově sídle visí obraz, který zobrazuje Burnse hrajícího poker se psy, což odkazuje na sérii olejomaleb Dogs Playing Poker. Jiný obraz, na němž je zobrazen nahý Burns, je narážkou na předchozí epizodu seriálu Síla talentu (1991), v níž Marge pro Burnse vyrobila obraz. V dílu se také objevuje vtip, který si dělá legraci z cen Grammy. Během předávání cen si Homer stěžuje: „Proč mi nikdo nedá cenu? To není pravda,“ říká. Když Líza poukáže na to, že „jsi vyhrál Grammy“, Homer odpoví: „Myslím cenu, která stojí za to.“. V tu chvíli obrazovka zamrzne a přes spodní část obrazovky se přetočí zpráva: „ZŘEKNUTÍ SE ODPOVĚDNOSTI: Názory pana Simpsona neodrážejí názory producentů, kteří cenu Grammy vůbec nepovažují za ocenění.“.

## Vydání a přijetí
Epizoda byla původně vysílána na stanici Fox ve Spojených státech 23. ledna 2000.
Ten večer ji vidělo přibližně 11,3 milionu domácností. S ratingem 11,2 podle agentury Nielsen se díl vyrovnal Beckerovi na 14. místě (oproti průměrnému 37. místu v sezóně) ve sledovanosti v týdnu od 17. do 23. ledna 2000. Díl byl třetím nejsledovanějším vysíláním na stanici Fox v tomto týdnu, po vysílání zápasu NFC Championship a pořadu Malcolm v nesnázích.
Dne 14. září 2004 byla epizoda vydána ve Spojených státech na DVD kolekci s názvem The Simpsons Gone Wild spolu s dílem 1. řady Světák Homer, epizodou 10. sezóny Sportovní neděle a dílem 13. sezóny Homer barmanem. 7. října 2008 byla epizoda Panská rodina znovu vydána na DVD jako součást boxu The Simpsons – The Complete Eleventh Season. Členové štábu Mike Scully, George Meyer, Ron Hauge, Matt Selman, Tim Long, Michael Polcino, Donick Cary a Pete Michels se podíleli na audiokomentáři k tomuto dílu na DVD. Na box setu byly také zařazeny vymazané scény z epizody.
Díl se setkal s obecně smíšeným přijetím ze strany kritiků. 
Susan Dunneová z listu The Hartford Courant jej popsala jako „zhýralý, ale zábavný“.
Při recenzování 11. řady Simpsonových se Colin Jacobson z DVD Movie Guide vyjádřil k Panské rodině a napsal, že „ačkoli Simpsonovi začali jako mírně realističtí, v podstatě jakýkoli základ byl pryč v okamžiku (kdy byla tato epizoda odvysílána). To však neznamená, že by seriál nedokázal zobrazit vtipné kousky, zejména během černého humoru Burnsovy návštěvy v nemocnici. Nicméně (epizoda) občas zachází příliš daleko na stranu hlouposti, ale tyto gagy jsou trefné.“
V recenzi dílů uvedených na The Simpsons Gone Wild napsal kritik serveru PopMatters Stephen Haag, že „žádná z těchto epizod neskončí v Simpsonovské síni slávy“ a že Panská rodina je „sotva klasický díl, ale Bůh ví, že je spousta horších z 11. řady“. Dále poznamenal, že „když už, tak by tato epizoda měla být zařazena na DVD s bláznivými konci“, čímž měl na mysli závěrečné scény s čínskými piráty.
David Packard z DVD Verdict byl ve své recenzi The Simpsons Gone Wild pozitivnější a napsal, že díl je „další veskrze zábavná epizoda, s pěkným výpadem proti cenám Grammy, s rodinou Simpsonových, která řádí v sídle a užívá si všeho, co nabízí, a s Burnsovými různými testy na klinice Mayo (můj oblíbený gag je, když je Burns vsunut do přístroje na magnetickou rezonanci, jen aby slyšel, jak se přístroj zasekne s chybovým hlášením).“